# 글렌 캠벨
글렌 캠벨(Glen Campbell, 본명은 글렌 트래비스 캠벨(Glen Travis Campbell), 1936년 4월 22일 ~ 2017년 8월 8일)은 미국의 남성 싱어송라이터 겸 기타 연주자이며 영화배우이자 방송MC 및 영화 조연출가이다.

## 생애

### 일생
1958년 컨트리 음악 보컬 음악 그룹 "Champs"의 보컬리스트 겸 기타리스트로 첫 데뷔하였고 1962년 솔로 가수 데뷔하였으며 1965년 미국 영화 《Baby, the rain must fall》의 단역으로 영화배우 데뷔하였고 1969년에는 그래미상 올해의 앨범상을 수상하기도 한 그는 한때 텔레비전 진행자로도 활약하였으며 2001년에는 미국 다큐멘터리 영화 《Glen Campbell in concert》에 출연, 이 영화로 영화 조연출가 데뷔하였다.

### 은퇴
2013년에는 건강상의 이유 등으로 인하여 가수와 영화배우 등의 연예 분야에서 은퇴하였다.

### 죽음
2017년 8월 8일 81세를 일기로 숨졌다. 2011년 '알츠하이머 초기' 진단을 받은 캠벨은 긴 투병을 생활을 해왔다.

## 히트작
미국 컨트리 팝 음악에 지대한 기여를 한 대중음악가 가운데 한 사람이기도 한 그의 히트곡으로는 《Rhinestone cowboy》 등이 있다.

## 유명세
그는 보통적으로 대한민국 국내에서는 미국 포크 팝 보컬 음악 그룹 "The New Christy Minstrels"의 원곡을 리메이크한 《Today》라는 노래 작품이 톱 히트한 가수로도 널리 잘 알려져 있다.

## 같이 보기
- 배리 맥과이어